# Larus heermanni
Larus heermanni е вид птица от семейство Laridae. Видът е почти застрашен от изчезване.

## Разпространение
Видът е разпространен в Канада, Мексико и САЩ.